# Stylo
«Stylo» es la quinta canción del tercer álbum de Gorillaz, Plastic Beach. La canción es el primer sencillo del álbum y el primer sencillo después de 4 años de ausencia de la banda.

## Producción
Bobby Womack desconocía sobre Gorillaz y no estaba seguro sobre la colaboración; sin embargo, a su nieta le encantaba Gorillaz y le convenció de realizar la colaboración. A Womack se le dijo que cantara lo que tuviera en su mente durante la grabación de "Stylo". "Yo estaba ahí por una hora volviéndome loco sobre el amor y la política, sacándolo de mi pecho", dijo Womack. Después de una hora de grabar, Womack, al ser diabético, se empezó a desvanecer. Fue sentado y se le dio de comer un plátano, antes de despertar minutos después.

## Video musical

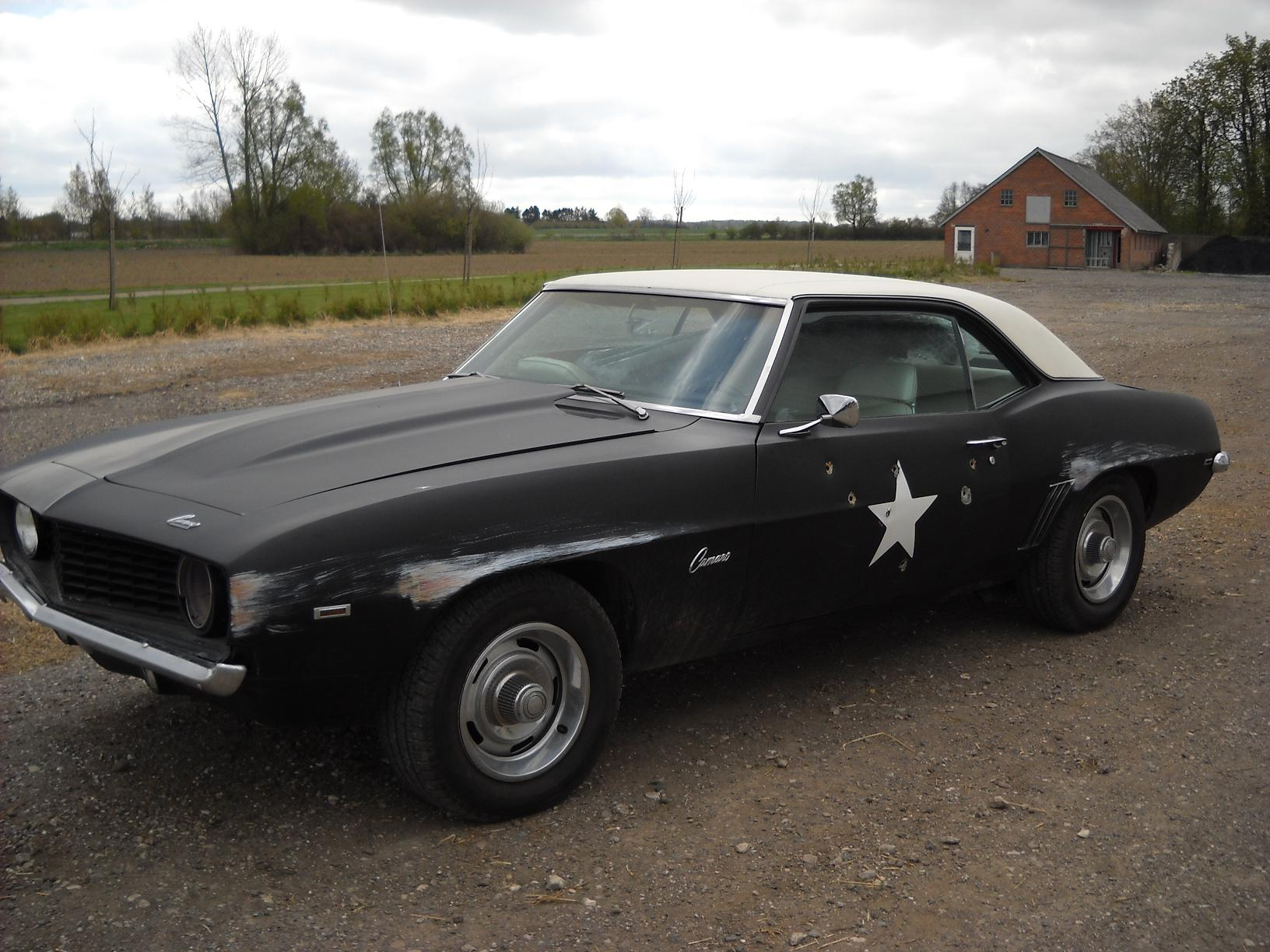
Jakob Klugs 69 Stylo Camaro usado para el video "Stylo", quinta canción del tercer álbum de Gorillaz

El video musical empieza con un auto humeante y con agujeros de bala a toda velocidad en medio del desierto californiano, este es divisado por un policía gordo mientras come donas con café y decide perseguirlo, luego se ve que quienes iban dentro del auto eran Murdoc, 2-D (quien viene despertando después de que Murdoc lo drogara para secuestrarlo, además trae puesta una máscara de payaso), y en el asiento trasero viene sentada Cyborg Noodle.
Cuando el auto policial alcanza a Murdoc, este le hace señales para que avance (para burlarse de él), pero Cyborg Noodle interpreta esto como una orden para atacar y dispara al auto policial con una escopeta destruyendo las balizas y el parabrisas haciendo que el vehículo se desvíe del camino y  choque con una publicidad de "Superfast Jellyfish" (probablemente como una intertextualidad, ya que la sexta pista de Plastic Beach es justamente ese).
Más tarde, un auto conducido por un cazarrecompensas (interpretado por Bruce Willis) empieza a seguirlos por el desierto. Un tanto más tarde una extraña nube negra pasa por encima de la carretera y en ese instante Cyborg Noodle se descompone y Murdoc hace señas a 2-D para que vea lo que le sucede, aunque este parece no tener idea de lo que pasa.
Luego, el cazarrecompensas dispara al auto de Murdoc y le revienta el espejo y el vidrio de la ventana del conductor; con lo que Murdoc activa el turbo del automóvil y este sale a toda velocidad perdiendo al cazarrecompensas.
Paralelamente el policía que había volcado consecuencia de los disparos de Cyborg Noodle se arrastra en el suelo cuando aparece Boogieman, quien envuelve al policía en su capa y se desvanece con él.
Mientras tanto, el auto de Murdoc sigue a toda velocidad y termina su carrera lanzándose al mar en un acantilado.
El video termina cuando el cazarrecompensas (Bruce Willis), se baja de su auto y mira al mar en el punto donde cayó el vehículo donde iban los muchachos. Luego se puede ver que el vehículo se convierte en un submarino con forma de tiburón (que aparecerá en el video de On Melancholy Hill) y desaparece en la profundidad del océano, haciendo creer al cazarrecompensas que se deshizo de ellos.

## Lista de canciones
| CD promo |                            |          |  |
| N.º      | Título                     | Duración |  |
| 1.       | «Stylo» (Edición de radio) | 3:50     |  |
| 2.       | «Stylo» (Versión de álbum) | 4:30     |  |
| 3.       | «Stylo» (Instrumental)     | 4:30     |  |
| 12:50    |                            |          |  |

| 10" Promo |                            |          |  |
| N.º       | Título                     | Duración |  |
| 1.        | «Stylo» (Edición de radio) | 3:50     |  |
| 2.        | «Stylo» (Instrumental)     | 4:30     |  |
| 8:20      |                            |          |  |

| CD promo "Remixes" |                                                |          |  |
| N.º                | Título                                         | Duración |  |
| 1.                 | «Stylo» (Labrinth SNES Remix con Tinie Tempah) | 4:15     |  |
| 2.                 | «Stylo» (Alex Metric Remix)                    | 6:14     |  |
| 3.                 | «Stylo» (DJ Kofi Remix)                        | 3:44     |  |
| 4.                 | «Stylo» (Chiddy Bang Remix)                    | 3:38     |  |
| 17:51              |                                                |          |  |

| Descarga Digital |                            |          |  |
| N.º              | Título                     | Duración |  |
| 1.               | «Stylo» (Versión de álbum) | 4:30     |  |
| 4:30             |                            |          |  |

| 12" promo "Remixes" - parte 1 |                             |          |  |
| N.º                           | Título                      | Duración |  |
| 1.                            | «Stylo» (Versión de álbum)  | 4:30     |  |
| 2.                            | «Stylo» (Alex Metric Remix) | 6:14     |  |
| 10:44                         |                             |          |  |

| CD promo "Remixes" |                                                |          |  |
| N.º                | Título                                         | Duración |  |
| 1.                 | «Stylo» (Labrinth SNES Remix con Tinie Tempah) | 4:15     |  |
| 2.                 | «Stylo» (Tenkah Remix)                         | 4:48     |  |
| 3.                 | «Stylo» (Chiddy Bang Remix)                    | 3:38     |  |
| 4.                 | «Stylo» (Death Metal Scene Remix)              | 7:54     |  |
| 5.                 | «Stylo» (Yuksek Remix)                         | 5:02     |  |
| 6.                 | «Stylo» (DJ Kofi Remix)                        | 3:44     |  |
| 28:41              |                                                |          |  |

| 12" promo "Remixes" - parte 2 |                                                         |          |  |
| N.º                           | Título                                                  | Duración |  |
| 1.                            | «Stylo» (Versión de Radio)                              |          |  |
| 2.                            | «Stylo» (Labrinth Snes Remix Feat Tinie Tempah)         |          |  |
| 3.                            | «Stylo» (Tenkah Remix)                                  |          |  |
| 4.                            | «Stylo» (Alex Metric Remix)                             |          |  |
| 5.                            | «Stylo» (Chiddy Bang Remix)                             |          |  |
| 6.                            | «Stylo» (Instrumental)                                  |          |  |
| 7.                            | «Stylo» (From Annie Mac Minimix BY DJ Kofi)             |          |  |
| 8.                            | «Stylo» (DJ Kofi Remix)                                 |          |  |
| 9.                            | «Stylo» (Yuksek Remix)                                  |          |  |
| 10.                           | «Stylo» (Tong & Rogers Wonderland Mix)                  |          |  |
| 11.                           | «Stylo» (Louis La Roche 'Better Late Than Never' Remix) |          |  |
| ??:??                         |                                                         |          |  |

## Posicionamiento en listas
| Listas (2010)                        | Mejor posición |
| ------------------------------------ | -------------- |
| Australia (ARIA)                     | 48             |
| Austria (Ö3 Austria Top 40)          | 40             |
| Bélgica (Flandes) (Ultratop 50)      | 31             |
| Bélgica (Valonia) (Ultratop 50)      | 25             |
| Dinamarca (Tracklisten)              | 20             |
| Países Bajos (Mega Single Top 100)   | 56             |
| Japón (Japan Hot 100)                | 8              |
| Suiza (Schweizer Hitparade)          | 56             |
| Estados Unidos (Alternative Airplay) | 24             |